# مزیریتشکو (منطقه تربیچ)
مزیریتشکو (به چکی: Meziříčko) یک منطقهٔ مسکونی در جمهوری چک است که در منطقه تربیچ واقع شده‌است.
 مزیریتشکو ۴٫۹۸ کیلومتر مربع مساحت و ۹۵ نفر جمعیت دارد و ۵۴۰ متر بالاتر از سطح دریا واقع شده‌است.